# Хав'єр Гаррідо
Хав'єр Гаррідо (ісп. Javier Garrido, нар. 15 березня 1985, Ірун) — іспанський футболіст, що грав на позиції захисника.
Виступав, зокрема, за клуби «Реал Сосьєдад» та «Норвіч Сіті», а також молодіжну збірну Іспанії.

## Клубна кар'єра
Народився 15 березня 1985 року в місті Ірун. Вихованець футбольної школи клубу «Реал Сосьєдад».
У дорослому футболі дебютував 2001 року виступами за команду «Реал Сосьєдад Б», у якій провів три сезони, взявши участь у 44 матчах чемпіонату. 
Своєю грою за цю команду привернув увагу представників тренерського штабу клубу «Реал Сосьєдад», до складу якого приєднався 2004 року. Відіграв за клуб із Сан-Себастьяна наступні три сезони своєї ігрової кар'єри. Більшість часу, проведеного у складі «Реал Сосьєдада», був основним гравцем захисту команди.
У 2007 році уклав контракт з клубом «Манчестер Сіті», у складі якого провів наступні три роки своєї кар'єри гравця. 
З 2010 року два сезони захищав кольори клубу «Лаціо». 
З 2012 року три сезони захищав кольори клубу «Норвіч Сіті». 
Згодом з 2015 по 2017 рік грав у складі команд «Лас-Пальмас» та АЕК (Ларнака).
Завершив ігрову кар'єру у команді «Реал Уніон», за яку виступав протягом 2018—2020 років.

## Виступи за збірні
У 2001 році дебютував у складі юнацької збірної Іспанії (U-17), загалом на юнацькому рівні взяв участь у 24 іграх.
Протягом 2005–2006 років залучався до складу молодіжної збірної Іспанії. На молодіжному рівні зіграв у 9 офіційних матчах.

## Статистика виступів

### Статистика клубних виступів
| Сезон                       | Команда                     | Чемпіонат                   | Чемпіонат | Чемпіонат | Національний кубок | Національний кубок | Національний кубок | Континентальні кубки | Континентальні кубки | Континентальні кубки | Інші змагання | Інші змагання | Інші змагання | Усього | Усього |
| Сезон                       | Команда                     | Ліга                        | Ігор      | Голів     | Ліга               | Ігор               | Голів              | Ліга                 | Ігор                 | Голів                | Ліга          | Ігор          | Голів         | Ігор   | Голів  |
| --------------------------- | --------------------------- | --------------------------- | --------- | --------- | ------------------ | ------------------ | ------------------ | -------------------- | -------------------- | -------------------- | ------------- | ------------- | ------------- | ------ | ------ |
| 2001–02                     | «Реал Сосьєдад Б»           | СДБ                         | ?         | ?         | -                  | -                  | -                  | -                    | -                    | -                    | -             | -             | -             | ?      | ?      |
| 2002–03                     | «Реал Сосьєдад Б»           | ТД                          | ?         | ?         | -                  | -                  | -                  | -                    | -                    | -                    | -             | -             | -             | ?      | ?      |
| 2003–04                     | «Реал Сосьєдад Б»           | СДБ                         | ?         | ?         | -                  | -                  | -                  | -                    | -                    | -                    | -             | -             | -             | ?      | ?      |
| Усього за «Реал Сосьєдад Б» | Усього за «Реал Сосьєдад Б» | Усього за «Реал Сосьєдад Б» | 44        | 1         |                    | -                  | -                  |                      | -                    | -                    |               | -             | -             | 44     | 1      |
| 2004–05                     | «Реал Сосьєдад»             | ПД                          | 28        | 0         | КІ                 | 0                  | 0                  | -                    | -                    | -                    | -             | -             | -             | 28     | 0      |
| 2005–06                     | «Реал Сосьєдад»             | ПД                          | 33        | 0         | КІ                 | 0                  | 0                  | -                    | -                    | -                    | -             | -             | -             | 33     | 0      |
| 2006–07                     | «Реал Сосьєдад»             | ПД                          | 25        | 1         | КІ                 | 0                  | 0                  | -                    | -                    | -                    | -             | -             | -             | 25     | 1      |
| Усього за «Реал Сосьєдад Б» | Усього за «Реал Сосьєдад Б» | Усього за «Реал Сосьєдад Б» | 86        | 1         |                    | -                  | -                  |                      | -                    | -                    |               | -             | -             | 86     | 1      |
| 2007–08                     | «Манчестер Сіті»            | ПЛ                          | 27        | 0         | КА+КЛ              | 0+2                | 0+0                | -                    | -                    | -                    | -             | -             | -             | 29     | 0      |
| 2008–09                     | «Манчестер Сіті»            | ПЛ                          | 13        | 1         | КА+КЛ              | 0+0                | 0+0                | КУЄФА                | 8                    | 0                    | -             | -             | -             | 23     | 1      |
| 2009–10                     | «Манчестер Сіті»            | ПЛ                          | 9         | 1         | КА+КЛ              | 1+2                | 0+0                | -                    | -                    | -                    | -             | -             | -             | 12     | 1      |
| Усього за «Манчестер Сіті»  | Усього за «Манчестер Сіті»  | Усього за «Манчестер Сіті»  | 49        | 2         |                    | 5                  | 0                  |                      | 8                    | 0                    |               | -             | -             | 62     | 2      |
| 2010–11                     | «Лаціо»                     | A                           | 10        | 0         | КІ                 | 2                  | 1                  | -                    | -                    | -                    | -             | -             | -             | 12     | 1      |
| 2011–12                     | «Лаціо»                     | A                           | 11        | 0         | КІ                 | 0                  | 0                  | ЛЄ                   | 0                    | 0                    | -             | -             | -             | 11     | 0      |
| Усього за «Лаціо»           | Усього за «Лаціо»           | Усього за «Лаціо»           | 21        | 0         |                    | 2                  | 1                  |                      | -                    | -                    |               | -             | -             | 23     | 1      |
| 2012–13                     | «Норвіч Сіті»               | ПЛ                          | 34        | 0         | КА+КЛ              | 1+0                | 0+0                | -                    | -                    | -                    | -             | -             | -             | 35     | 0      |
| 2013–14                     | «Норвіч Сіті»               | ПЛ                          | 6         | 0         | КА+КЛ              | 2+2                | 0+0                | -                    | -                    | -                    | -             | -             | -             | 10     | 0      |
| 2014–15                     | «Норвіч Сіті»               | ЧФЛ                         | 7         | 0         | КА+КЛ              | 0+1                | 0+0                | -                    | -                    | -                    | -             | -             | -             | 8      | 0      |
| Усього за «Норвіч Сіті»     | Усього за «Норвіч Сіті»     | Усього за «Норвіч Сіті»     | 47        | 0         |                    | 6                  | 0                  |                      | -                    | -                    |               | -             | -             | 53     | 0      |
| 2015–16                     | «Лас-Пальмас»               | ПД                          | 18        | 0         | КІ                 | 5                  | 0                  | -                    | -                    | -                    | -             | -             | -             | 22     | 0      |
| 2016–17                     | АЕК (Ларнака)               | ЧК                          | 22        | 1         | КК                 | 3                  | 0                  | ЛЄ                   | 0                    | 0                    | -             | -             | -             | 25     | 1      |
| Усього за кар'єру           | Усього за кар'єру           | Усього за кар'єру           | 287       | 5         |                    | 21                 | 1                  |                      | 8                    | 0                    |               | -             | -             | 316    | 6      |